# Associazione Calcio Spezia 1939-1940
Questa pagina raccoglie i dati riguardanti l'Associazione Calcio Spezia nelle competizioni ufficiali della stagione 1939-1940.

## Rosa
| N. |                   | Ruolo | Calciatore          |
| -- | ----------------- | ----- | ------------------- |
|    | Italia (bandiera) | P     | Sergio Bani         |
|    | Italia (bandiera) | A     | Renato Bertoncini   |
|    | Italia (bandiera) | C     | Sergio Bicchielli   |
|    | Italia (bandiera) | D     | Eraldo Borrini      |
|    | Italia (bandiera) | C     | Adeonte Buscaglione |
|    | Italia (bandiera) | P     | Gino Camerario      |
|    | Italia (bandiera) | D     | F. Carbonetti       |
|    | Italia (bandiera) | C     | Gaetano Conti       |
|    | Italia (bandiera) | D     | Alessandro Curotto  |
|    | Italia (bandiera) | A     | Alfredo Diotalevi   |
|    | Italia (bandiera) | C     | Pasquale Farina     |
|    | Italia (bandiera) | A     | Giuseppe Ferrari    |
|    | Italia (bandiera) | D     | A. Guerrieri        |

| N. |                   | Ruolo | Calciatore            |
| -- | ----------------- | ----- | --------------------- |
|    | Italia (bandiera) | A     | Angelo Langella       |
|    | Italia (bandiera) | P     | Giuseppe Malerbi      |
|    | Italia (bandiera) | D     | Luigi Martinelli      |
|    | Italia (bandiera) | C     | Francesco Meregalli   |
|    | Italia (bandiera) | C     | Carlo Morosi          |
|    | Italia (bandiera) | A     | F. Nibetti            |
|    | Italia (bandiera) | D     | E. Pagni              |
|    | Italia (bandiera) | C     | Duilio Rallo          |
|    | Italia (bandiera) | D     | Umberto Santillo (II) |
|    | Italia (bandiera) | A     | Emilio Sardi          |
|    | Italia (bandiera) | A     | Francesco Volpi       |
|    | Italia (bandiera) | D     | Carlo Zappelli        |
|    | Italia (bandiera) | A     | Guido Zuliani         |